# Finka

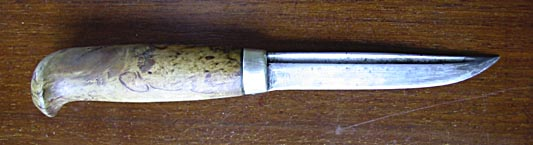
Puukko – finka oryginalna

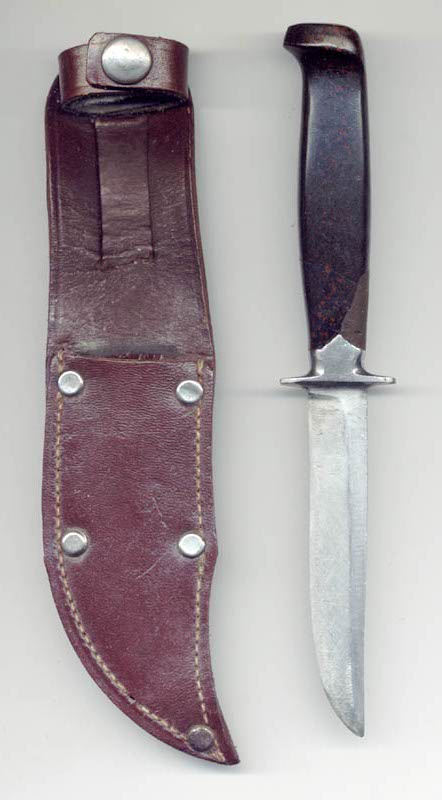
Finka harcerska

Finka, nóż fiński – nóż używany zwykle przez harcerzy i turystów. Ma głownię długości około 12 cm, rękojeść najczęściej z tworzywa sztucznego i skórzaną pochewkę. Zwykle posiada jelec.

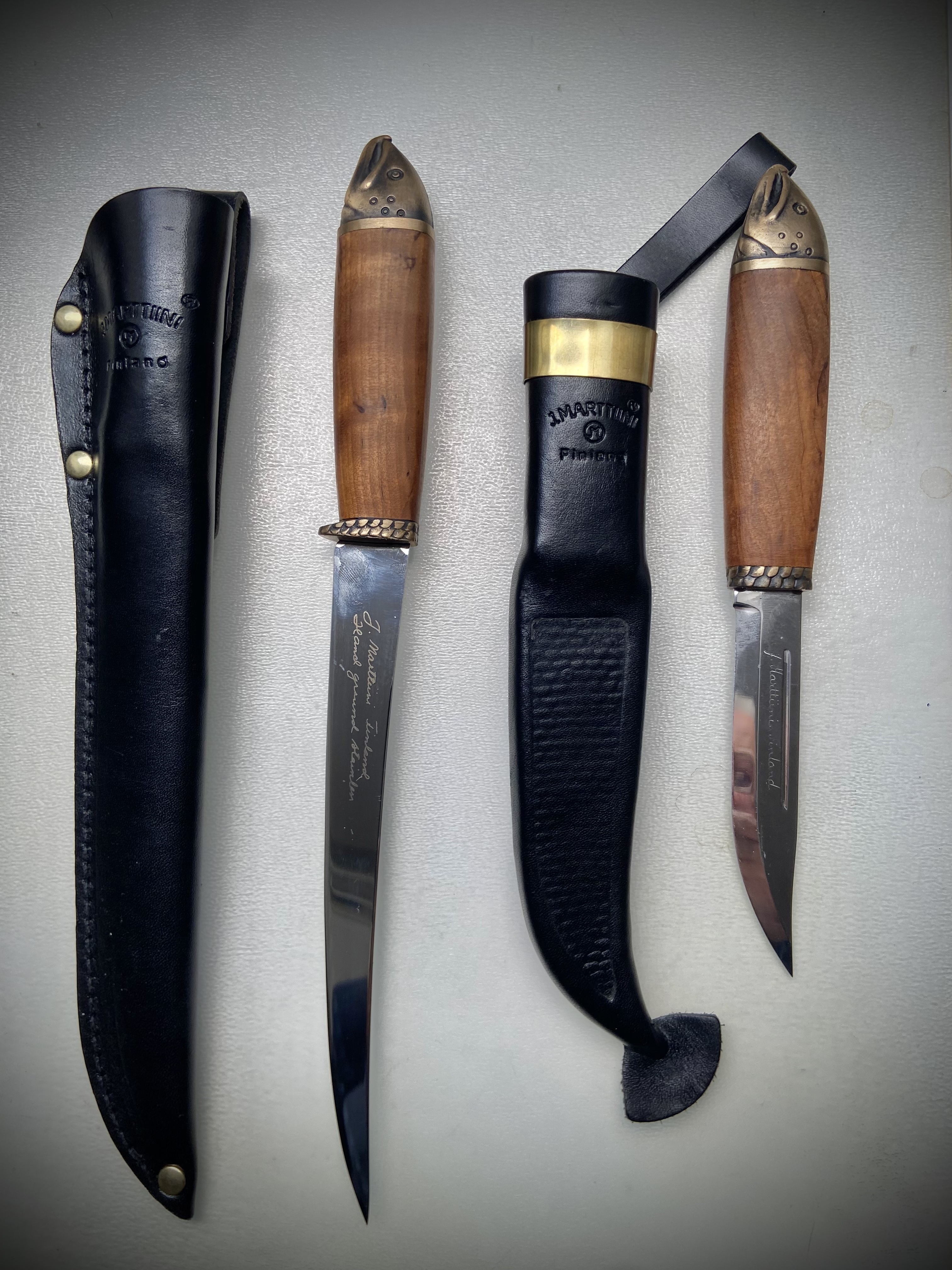
Puukko – finka oryginalna i nóż do filetowania ryb z zestawu dla wędkarzy, z rękojeścią zakończoną rybią główką

Oryginalna finka – puukko – to nóż z Finlandii. Szwedzkie noże o tej samej konstrukcji noszą nazwę Mora od miejsca produkcji. Na przestrzeni dziejów nóż w pochwie puukko był najważniejszym osobistym narzędziem Finów, noszonym stale przy pasie.
Puukko to krótka broń o jednosiecznym ostrzu, a zarazem uniwersalne narzędzie noszone w pochwie, szczególnie przydatne do rzeźbienia w drewnie. Rękojeść, najczęściej drewniana lub z rogu, ma około 10 cm długości, a ostrze jest zwykle krótsze niż rękojeść. W swojej klasycznej formie ma stosunkowo krótkie, jednostronne ostrze o kącie ostrzenia 17-19°, z zakrzywioną krawędzią tnącą i prostym grzbietem. 
Puukko było wcześniej nazywane veitsi (nóż) w języku fińskim. Słowo puukko pierwotnie oznaczało „nóż z drewnianą rączką”.
Puukko to nóż wszechstronny i nieprzeznaczony do jakiejś konkretnej pracy. Jako uniwersalne narzędzie puukko używane było do wyrobu drewnianych czerpaków i łyżek, naczyń, pojemników i innych przedmiotów użytkowych, Służyło do jedzenia i przygotowywania posiłków. Znajduje się na wyposażeniu myśliwych, rybaków i fińskich żołnierzy. Na początku XX w. było obok łyżki najważniejszym elementem wyposażenia osobistego. Puukko gospodyni, noszone przy pasie i używane do różnych prac domowych, było wykonanym w całości z żelaza nożem kuchennym, małym, smukłym i poręcznym w użyciu. Puukko jest ważnym elementem tradycyjnych strojów, a luksusowe produkty są popularne jako prezenty. Noszenie puukko określonego rodzaju wskazuje na przynależność do określonej grupy, np. do harcerzy.
Obecnie w Finlandii istnieje kilka fabryk puukko, z których największe to firmy Iisakki Järvenpää (założona w 1879) i J. Marttiini z Rovaniemi (założona w 1928).